# Carlos Rasch
Carlos Rasch (Curitiba, Brazília, 1932. április 6. – 	2021. január 7.) német tudományos-fantasztikus író.

## Élete
Hatéves volt, amikor szüleivel Németországba költözött. 1951-ben az NDK-ban a Allgemeiner Deutscher Nachrichtendienst riportereként kezdett dolgozni. Már riporterként töltött évei alatt is irodalommal foglalkozott, de csak 1965-ben lett hivatásszerű író. Több regénye mellett számos fantasztikus novellát és rádiójátékot is alkotott. 
Asteroidenjäger című regényéből 1970-ben Signale – Ein Weltraumabenteuer címmel Gottfried Kolditz rendezésével film készült. Társszerzője volt a tizenhárom részből álló Raumlotsen című fantasztikus sorozat forgatókönyvének is. A sorozat végül sosem készült el, a forgatókönyvek a 2000-es években jelentek meg. 
Ezután hosszabb időn át nem publikálhatott, megélhetését  álnéven írt munkák írásából fedezte, írói álneve C. Arlo S. volt. Csak az 1980-as évek közepén jelenhettek meg újra saját neve alatt munkái. 1990-től 1997-es nyugdíjazásáig a potsdami Märkische Allgemeine Zeitung munkatársa volt.

## Válogatott művei
- Asteroidenjäger (1961)
- Der blaue Planet (1963)
- Der Untergang der Astronautic (1963)
- Im Schatten der Tiefsee (1965)
- Die Umkehr der Meridian. Raumfahrterzählung aus dem Jahre 2232 (1966)
- Das unirdische Raumschiff (1967)
- Rekordflug im Jet-Orkan (1970)
- Krakentang (1972)
- Magma am Himmel (1975)
- Vikonda (1986)
- Raumlotsen-sorozat
  - Zurück zum Erdenball (2009)
  - Orbitale Balance (2010)
  - Daheim auf Erden (2011)
  - Stern von Gea  (2011)

## Magyarul megjelent művei
- Meteorvadászok. Utópisztikus regény; ford. Mészáros Klára; Táncsics, Bp., 1968 (A jövő technikája)
- Az astronautic pusztulása (novella, Pokoljárás a világűrben című antológia, Kozmosz Könyvek, 1967)
- A Luna Gor szerelmespárja (novella, Galaktika 21., 1976)

## Fordítás
- Ez a szócikk részben vagy egészben  a   Carlos Rasch című angol Wikipédia-szócikk ezen változatának fordításán alapul.  Az eredeti cikk szerkesztőit annak laptörténete sorolja fel. Ez a jelzés csupán a megfogalmazás eredetét és a szerzői jogokat jelzi, nem szolgál a cikkben szereplő információk forrásmegjelöléseként.